# Дружелюбівська сільська рада (Добровеличківський район)
| Дружелюбівська сільська рада — колишній орган місцевого самоврядування у Добровеличківському районі Кіровоградської області з адміністративним центром у с. Дружелюбівка. Сільській раді були підпорядковані населені пункти: - с. Дружелюбівка - с. Василівка - с. Олександро-Завадське - с. Скопіївка - с. Шевченка |

## Склад ради
Рада складалася з 14 депутатів та голови.

### Керівний склад ради
| ПІБ                    | Основні відомості                                                 | Дата обрання | Дата звільнення |
| ---------------------- | ----------------------------------------------------------------- | ------------ | --------------- |
| Насулич Любов Петрівна | Сільський голова, 1964 року народження, освіта, позапартійна      | 26.03.2006   | 31.10.2010      |
| Гнєдич Микола Петрович | Сільський голова, 1984 року народження, освіта вища, безпартійний | 31.10.2010   |                 |

Примітка: таблиця складена за даними джерела

## Населення
Згідно з переписом УРСР 1989 року чисельність наявного населення сільської ради становила 1265 осіб, з яких 566 чоловіків та 699 жінок.
За переписом населення України 2001 року в сільській раді мешкали 1102 особи.

### Мова
Розподіл населення за рідною мовою за даними перепису 2001 року:
| Мова       | Відсоток |
| ---------- | -------- |
| українська | 93,38 %  |
| російська  | 4,08 %   |
| молдовська | 2,18 %   |
| білоруська | 0,27 %   |